# Kalaj(II) bromid
Kalaj(II) bromid je hemijsko jedinjenje kalaja i broma sa hemijskom formulom SnBr2. Kalaj je u oksidacionom stanju +2. Stabilnost jedinjenja kalaja u ovom oksidacionom stanju se pripisuje efektu inertnog para.

## Strukture i vezivanje
U gasnoj fazi SnBr2 ima povijenu konfiguraciju sličnu SnCl2 u gasnoj fazi. Br-Sn-Br ugao je 95° i dužina Sn-Br veze je 255pm. Postoje dokazi za se on javlja kao dimer u gasnoj fazi. Njegova struktura u čvrstom stanju je srodna sa PbCl2 i 2. Atomi kalaja imaju pet atoma broma u približno trigonalno bipiramidalnoj konfiguraciji.

## Priprema
Kalaj(II) bromid se može pripremiti reakcijom metalnog kalaja i HBr.  se odvajaju destilacijom.: